# Leioheterodon madagascariensis
Espèce
Synonymes
- Heterodon madagascariensis
Duméril, Bibron & Duméril, 1854

Statut de conservation UICN

 LC  : Préoccupation mineure
Leioheterodon madagascariensis est une espèce de serpents de la famille des Lamprophiidae.
Son nom malgache est Menarana (prononcé "ménarane").

## Répartition
Cette espèce se rencontre :
- sur l'île de Madagascar, ainsi que sur les îles de Nosy Be et de Nosy Sakatia ;
- dans l'archipel des Comores où elle a été introduite.

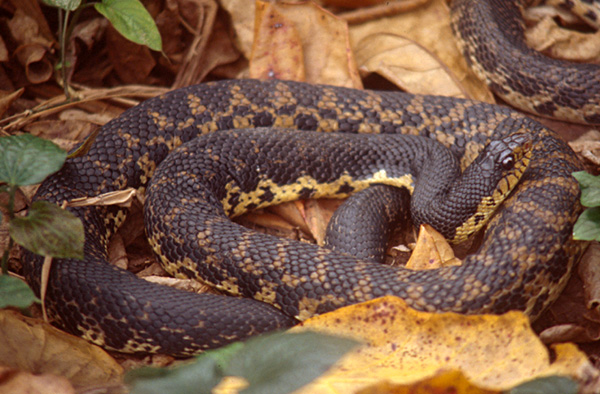

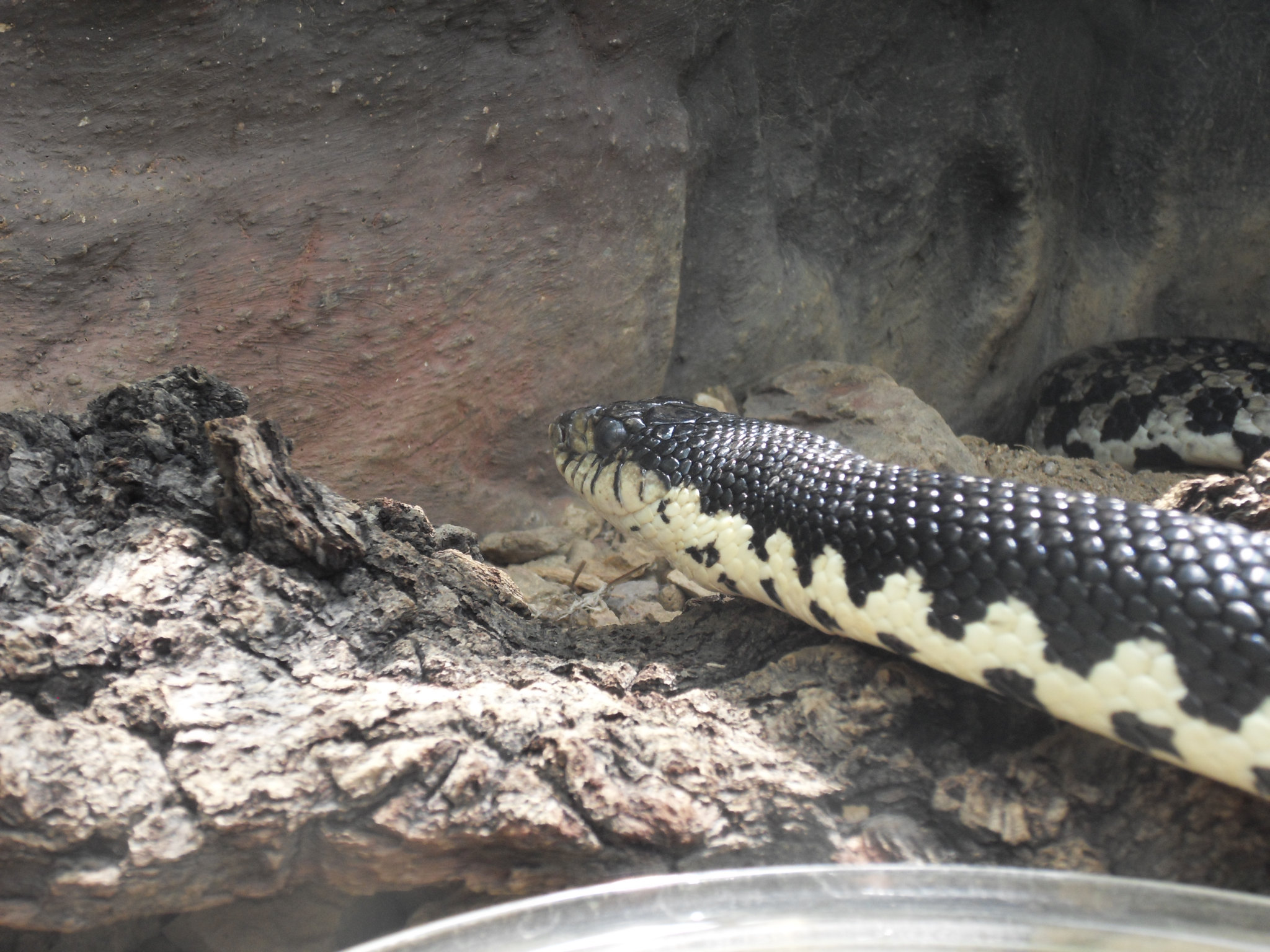

## Étymologie
Son nom d'espèce, composé de madagascar(i) et du suffixe latin -ensis, « qui vit dans, qui habite », lui a été donné en référence au lieu de sa découverte.

## Publication originale
- Duméril, Bibron & Duméril, 1854 : Erpétologie générale ou histoire naturelle complète des reptiles. Tome septième. Première partie, p. 1-780 (texte intégral).